# مسجد مصرية
مسجد مصرية (بالفارسية: مسجد مصری) هو مسجد تاريخي يعود إلى عصر السلالة الصفوية، ويقع في أصفهان.